# اچ‌دی ۱۱۸۲۰۳
اچ‌دی ۱۱۸۲۰۳ یک ستاره است که در صورت فلکی خرس بزرگ قرار دارد.